# Janusz Łuczak
Janusz Łuczak SAC (ur. 7 października 1967 w Koninie) – polski prezbiter katolicki, pallotyn, doktor prawa kanonicznego, w latach 2004 - 2010 sekretarz generalny w Zarządzie Generalnym Stowarzyszenia Apostolstwa Katolickiego (pallotynów) w Rzymie, wieloletni wykładowca i sekretarz prowincjalny we wspólnotach pallotyńskich w Polsce, od 2021 członek zarządu Fundacji Świętego Józefa KEP.

## Życiorys
W 1986 ukończył Liceum Ogólnokształcące w Słupcy i wstąpił do zgromadzenia pallotynów, w którym po ukończeniu nowicjatu rozpoczął studia w Wyższym Seminarium Duchownym Księży Pallotynów w Ołtarzewie jednocześnie studiując na Akademii Teologii Katolickiej w Warszawie. Studia ukończył w 1993 i w tym samym roku, 8 maja, przyjął święcenia prezbiteratu.
W 1994 r. rozpoczął studia specjalistyczne na Wydziale Prawa Kanonicznego Papieskiego Uniwersytetu Gregoriańskiego w Rzymie, które ukończył w 1999 obroną pracy doktorskiej napisanej pod kierunkiem prof. kardynała Gianfranco Ghirlanda SJ. W  2000–2004 oraz  2011–2019 był wykładowcą prawa kanonicznego w Wyższym Seminarium Księży Pallotynów w Ołtarzewie.
Jednocześnie, od 1999 roku pracował w Zarządzie Prowincjalnym Prowincji Zwiastowania Pańskiego SAC w Poznaniu jako sekretarz prowincjalny. Od 2004 do 2010 roku w Zarządzie Generalnym SAC w Rzymie jako sekretarz generalny. Od 2011 do 2020 roku był rektorem kościoła pw. św. Elżbiety w Gdańsku oraz przełożonym tamtejszej wspólnoty pallotyńskiej. Od 2011 do 2017 (dwie kadencje), był radcą prowincjalnym w Radzie Prowincjalnej Prowincji Zwiastowania Pańskiego SAC. Od 2020 jest przełożonym pallotynów w Poznaniu oraz ponownie sekretarzem prowincjalnym, a także prowincjalnym inspektorem ochrony danych osobowych.

## Działalność na rzecz ochrony dzieci i młodzieży
W maju 2015 roku z ramienia prowincji zakonnej, do której należy został mianowany delegatem przełożonego prowincjalnego ds. ochrony dzieci i młodzieży. 
W 2021 zakony męskie w Polsce rozpoczęły współpracę z Fundacją Świętego Józefa KEP przedstawiając jednocześnie kandydaturę Janusza Łuczaka do zarządu fundacji.  11 marca 2021 Konferencja Episkopatu Polski zatwierdziła tę kandydaturę, a 11 października 2023 zatwierdziła na kolejną kadencję (2022-2025) skład zarządu fundacji, do którego ponownie należał Janusz Łuczak. 
Od stycznia 2023 jest koordynatorem pracy zespołu do spraw konsultacji prawnokanonicznych, działającego przy Fundacji Świętego Józefa KEP. 